# Saint-Martin, Hautes-Pyrénées
Saint-Martin là một xã thuộc tỉnh Hautes-Pyrénées trong vùng Occitanie tây nam nước Pháp.